# Halil Dağlı
Halil Dağlı (Konya, 1942 – Istanbul, 2 maggio 2024) è stato un cestista e allenatore di pallacanestro turco.

## Carriera
Con la Turchia disputò due edizioni dei Campionati europei (1963, 1973).

## Palmarès
- Campionato turco: 1

Altınordu: 1966-67